# انریکو داندولو

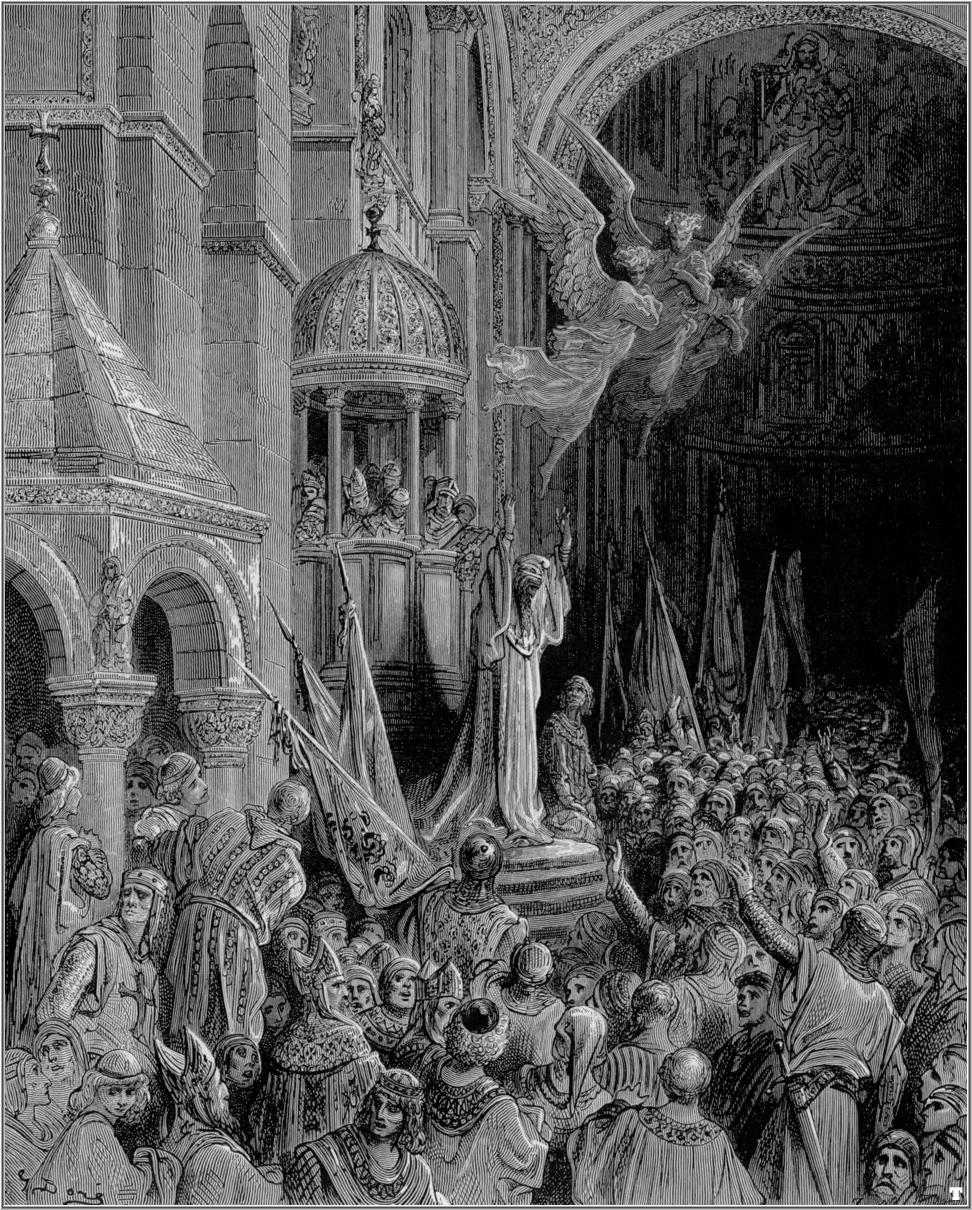
داندولو در حال سخنرانی برای شهسواران صلیبی، اثری از گوستاو دوره

انریکو داندولو(به ایتالیایی: Enrico Dandolo) (زادهٔ به احتمال ۱۱۰۷ – مرگ ۱ ژوئن ۱۲۰۵ میلادی) چهل و یکمین رئیس‌جمهور (دوجه) ونیز از سال ۱۱۹۵ تا زمان مرگش بود. او از برای نابینایی، پارسایی، زیرکی و زندگی درازش نامور است. همچنین لشکرکشی‌اش به بیزانس در میانهٔ جنگ صلیبی چهارم سبب بدنامی او در جهان مسیحی گشته‌است.
نیروی دریایی ایتالیا در سدهٔ نوزدهم یک نبردناو را به افتخار او نام‌گذاری کرده‌بود.

## زندگی
او از خاندانی بلندپایه در ونیز بود. دربارهٔ چگونگی نابیناییش آگاهی چندانی در دست نیست. برخی آن را کار بیزانسی‌ها در زمانی که داندولو در این کشور سفیر بود می‌دانند و گروهی آن را به علت ضربه‌ای بر سرش.
نخستین پست مهم او در جهان سیاست به سفارتش در بیزانس و کوشش برای حل اختلافات کشور متبوعش با آن کشور بود. سال‌های اقامتش در بیزانس در او دشمنی‌ای را نسبت به بیزانسیان انگیخت.
هنگامی که او دوجهٔ (رئیس‌جمهوری) ونیز گشت بیش از ۸۵ سال از زندگیش می‌گذشت.
در ۱۲۰۲ که چهارمین جنگ صلیبی آغاز گشت گروهی از شوالیه‌ها در ونیز دچار بحران مالی شدند. داندولو پذیرفت که به ایشان یاری رساند به این شرط که به او در دستیابی بر زارا(زادار در کرواسی کنونی) یاری رسانند. زارا در آن روزگار مورد ادعای مجارستان هم بود. بدین سان توانست در برابر پرداخت بخشی از خرج جنگ‌های صلیبی بر این شهر دست یازد. در ۱۲۰۴ او قسطنطنیه را شهربندان کرد و سپس گشود. بدین سان مسیحیان کاتولیک بر پایتخت جهان مسیحی ارتودوکس چیره گشتند.
داندولو در تدارک نبرد با بلغارها بود که درگذشت. وی را در ایاصوفیه به خاک سپردند.